# ホワイトスレイブリ
ホワイトスレイブリ（英: White slavery）は、19世紀のアメリカで売春に強制的に従事させられるなどの性的虐待を受けた女性への奴隷制を指した概念。

## 言葉の用法
ホワイトスレイブ（white slave）は、1789年初出の「白人奴隷」を意味する言葉だった。その後、売春を強要される「売春婦, 娼婦」を指すようになったもの。ホワイトスレイブリ（white slavery）は、ホワイトスレイブの売買や制度、境遇、あるいは「強制売春」そのものを指す概念である。初出は1835年。また英語の"white slaver"（ホワイトスレイバー）は、"white slave"の売買業者を意味する。
人身売買行為と一体で概念されており1904年5月に欧州12カ国で締結された"Convention internationale relative à la répression de la traite des blanches(日本語訳:「醜業を行わしむるための婦女売買取締に関する国際協定」)"は、"International Agreement for the suppression of the White Slave Traffic"と翻訳されている。

## モラルパニック
ホワイトスレヴリは人種に言及しない（ホワイトは「黒人に限らない」という意味合いで白人に限った訳ではない）が、モラルパニックによって煽られた恐怖により、白人の女性を「奴隷」にした非白人が主に標的にされた。
実際にそのような事例が存在しなかった訳ではないが（性的奴隷参照）、「ホワイトスレヴリ」という語は19世紀後半から20世紀初頭のアメリカでのモラルパニックの中で、「すべての若い女性がこの種の虐待の危険がある」などとして使われることの多い概念だった（マン法参照）。主にそのような「奴隷主」としてステレオタイプに犯罪者扱いされたのは中国系移民だった（例：Thoroughly Modern Millie）。そのような罪名はユダヤ人の男性に対しても頻繁に適用されて、反ユダヤ主義のプロパガンダとされた。
また、ホワイトスレヴリという語は、非黒人へのどんな奴隷制をも示すというように歴史修正主義者や白人至上主義の文脈でアメリカの奴隷制度の相対化などのために使われる場合がある。近年ではカプランとデュブロの『Yakuza』にも同様の用例がある。

## マン法
マン法（the Mann Act） は、不道徳的な目的で女性を国外に連れ出したり州間を移動させたりすることを禁じたアメリカの法律。1910年制定。正式には、The United States White-Slave Traffic Actだが、下院議員James Robert Mann　の名前を取った"the Mann Act"の名の方がよく知られている。